# George Larner
George Edward Larner (Langley, 7 febbraio 1875 – Brighton, 4 marzo 1949) è stato un marciatore britannico.

## Biografia
Iniziò a praticare l'atletica solo a 28 anni, ed in tre anni vinse quattro titoli nazionali realizzando nove record mondiali nella specialità della marcia. Nel 1904, al secondo anno di attività, stabilì il record mondiale di marcia sulla distanza di 2 miglia (Manchester, 14 luglio 1904, 13:11.4) che venne superato solo 39 anni dopo, detenendo a sua volta il primato di record dell'atletica di maggior durata.
Arruolato nella polizia di Brighton, nel 1906 gli venne però concesso il permesso di allenarsi per preparare la gara per i giochi olimpici di Londra del 1908, nei quali vinse due medaglie d'oro.
Nella marcia dei 3.500 m passò la qualificazione con un tempo di 15:32 che ridusse a 14:55 in finale, precedendo il connazionale Ernest Webb. Nella marcia delle 10 miglia si qualificò con il tempo di 1:18,19, ed in finale realizzò il record mondiale con il tempo di 1:15:57, precedendo nuovamente Ernest Webb. Entrambe queste distanze furono percorse solamente nei giochi olimpici di Londra.
Dopo i giochi del 1908 si ritirò nuovamente dall'attività sportiva, tentando di riprendere l'attività nel 1911, ma abbandonò definitivamente prima dei giochi olimpici del 1912 di Stoccolma.
Al momento della sua morte, nel 1949, alcuni dei suoi record mondiali erano ancora imbattuti.